# Józef Kasprzak
Józef Zbigniew Kasprzak (ur. 1 października 1957 w Bełżycach) – animator kultury, absolwent historii Katolickiego Uniwersytetu Lubelskiego.

## Działalność kulturalna
W pierwszej połowie lat 80. założył Teatr „Zgroza” w Wierzchowiskach Starych, gdzie wystawiał m.in. „Quo vadis” Henryka Sienkiewicza. W 1987 r. powołał do życia Teatr Nasz w Bełżycach, w ramach którego od 1992 r. organizuje ogólnopolskie spotkania teatralne „Scena Dramatyczna”, których jest komisarzem. Od 1995 r. zaangażowany w organizację Ogólnopolskiego Festiwalu Kapel i Śpiewaków Ludowych w Kazimierzu Dolnym. Od 2005 r. pomysłodawca i prowadzący Festiwalu Wsi Polskiej w Wierzchowiskach. Zaangażowany w realizację projektów m.in. „W pogoni odchodzącego świata” (powstał film pod tym samym tytułem), „Bełżycka fujara”, „Z biegiem lat z biegiem wód – tuż za progiem Europa”. W latach 2007–2020 Dyrektor Miejskiego Domu Kultury w Bełżycach. Inicjator i w latach 2004–2020 członek Zarządu Towarzystwa Przyjaciół Teatru w Bełżycach (2004–2014 prezes, 2014–2020 wiceprezes).
W 2022 odznaczony Złotym Krzyżem Zasługi.